# إيف كريستيان فورنير
إيف كريستيان فورنير (بالفرنسية: Yves Christian Fournier)‏ (و. 1949  م) هو مخرج أفلام، وكاتب سيناريو كندي.

## وصلات خارجية
- إيف كريستيان فورنير على موقع IMDb (الإنجليزية)
- إيف كريستيان فورنير على موقع ألو سيني (الفرنسية)
- إيف كريستيان فورنير على موقع أول موفي (الإنجليزية)
- إيف كريستيان فورنير على موقع قاعدة بيانات الفيلم (الإنجليزية)
- إيف كريستيان فورنير على موقع كينوبويسك (الروسية)